# Matkullen (naturreservat)
Matkullen är ett naturreservat i Skinnskattebergs kommun i Västmanlands län.
Området är naturskyddat sedan 1981 och är 21 hektar stort. Reservatet omfattar höjden Matkullen och består av tallar på kullen krön och på sluttningarna mest av gran med mindre inslag av björk och asp. 